# Вапела (Илиноис)
Вапела (енгл. Wapella) град је у америчкој савезној држави Илиноис.

## Демографија
По попису из 2010. године број становника је 558, што је 93 (-14,3%) становника мање него 2000. године.
| Група             | 2000.       | 2010.       |
| Белци             | 641 (98,5%) | 542 (97,1%) |
| Афроамериканци    | 0 (0,0%)    | 4 (0,7%)    |
| Азијати           | 0 (0,0%)    | 0 (0,0%)    |
| Хиспаноамериканци | 6 (0,9%)    | 10 (1,8%)   |
| Укупно            | 651         | 558         |